# Paula Rumpf
Paula Rumpf (* 1. Dezember 2003 in Kamen) ist eine deutsche Tennisspielerin.

## Karriere
Rumpf spielt bislang vor allem nationale Ranglistenturniere und Turniere auf der ITF Women’s World Tennis Tour.
2015 gewann Rumpf beim Sparda Cup im TC Blau-Weiß Wanne-Eickel als 12-Jährige den Titel der U14. 2017 wurde Rumpf Westfalenmeisterin bei den U14 im Einzel und Doppel. 2020 gewann sie im Oktober die Sportpark Indoor Open in Halle/Westfalen.
2021 stand sie im Kader der Damenmannschaft des TC Union Münster in der 2. Tennis-Bundesliga, wo sie an Position sieben gemeldet war. Von ihren 12 Spielen, davon sieben Einzeln und fünf Doppeln konnte sie vier Einzel und ein Doppel gewinnen. Im Dezember startete sie bei den Nationalen Deutschen Hallen-Tennismeisterschaften 2021, wo sie im Hauptfeld in der ersten Runde gegen die an Position fünf gesetzte Alexandra Vecic mit 2:6 und 3:6 verlor.
2022 konnte sie im Dezember bei den Nationalen Deutschen Hallen-Tennismeisterschaften 2022 mit einem 4:6, 6:3 und 6:1 Auftaktsieg in der ersten Runde gegen Phillippa Preugschat das Achtelfinale erreichen, wo sie dann gegen Julia Stusek mit 3:6 und 0:6 verlor. 2022, 2023 und 2024 gewann Rumpf die Westfalenmeisterschaften im Damen-Einzel.
2023 qualifizierte sich Rumpf Ende Mai für das Hauptfeld der ITF Women Troisdorf, einem mit 25.000 US-Dollar dotierten ITF-Turnier. Nachdem sie in der ersten Runde Diana Martynov mit 7:5 und 6:3 schlagen konnte, verlor sie in der zweiten Runde gegen Jekaterina Makarowa mit 2:6 und 3:6. Im August erhielt sie bei den ebenfalls mit 25.000 US-Dollar dotierten Erwitte Open eine Wildcard. Sie schlug in der ersten Runde Luisa Meyer auf der Heide mit 6:3, 3:6 und 6:3, verlor dann aber in der zeiten Runde gegen die an Position acht gesetzte Nikola Bartůňková mit 0:6 und 4:6. Bei den Nationale Deutsche Hallen-Tennismeisterschaften 2023 im Dezember in Biberach scheiterte sie bereits in der ersten Runde des Hauptfeldes an der mit einer Wildcard ins Hauptfeld gekommene Helene Schnack mit 3:6 und 2:6.
2024 kam sie Ende August als Lucky Loser ins Hauptfeld des mit 40.000 US-Dollar dotierten TeReMeer Open Ladies NRW Grand Prix, wo sie der topgesetzten Mona Barthel mit 1:6 und 1:6 unterlag.

## Auszeichnung
2017 wurde Rumpf zur Kamener Sportlerin des Jahres gewählt.